# Ponts sur Seulles
Ponts sur Seulles è un comune francese di nuova costituzione in Normandia, dipartimento del Calvados, arrondissement di Bayeux. È stato creato il 1º gennaio 2017 accorpando i comuni di Amblie, Lantheuil e Tierceville.